# Andreas Jonæ Gothus
Andreas Jonæ Gothus, född 1582 i Vadstena, död 7 augusti 1657 i Stora Åby socken, var en svensk präst.

## Biografi
Andreas Jonæ Gothus föddes 1582 i Vadstena. Han var son till en skomakare. Gothus blev 1604 student vid Uppsala universitet, 1605 i Osnabrück och 1607 i Danzig. Han blev 1613 rektor i Vadstena och 1625 kyrkoherde i Stora Åby församling. År 1649 blev Gothus kontraktsprost i Lysings kontrakt. Under sin tid som kyrkoherde bekostad han en renovering av Stora Åby kyrka. Gothus avled 7 augusti 1657 i Stora Åby socken.
På hans gravsten stod skrivet: Förbannat ware then af Gudi, som efter wår död rörer thessa fyra stenar uthaf sitt rum, them jag och mina Hustrur hafwa kostet, och alt folck säge amen. Förbannat ware och then som wåre dödas kistor och been röre och bortförer, och alt folck säge amen. Stenen används numera som bord i kyrkans sakristia.

### Familj
Gothus gifte sig första gången med Ingrid Mårtensdotter Krook från Västergötland. De fick tillsammans sonen Mårten Lind (död 1637). Gothus gifte sig andra gången med Mariana Hansdotter Lou. Hon var dotter till advokatfiskalen Johannes Pauli Lou. De fick tillsammans barnen Anna Lind och Margareta Lind.